# Cap de la Pala Alta d’Estany Llong
El Cap de la Pala Alta d'Estany Llong és una muntanya que es troba en el terme municipal de la Vall de Boí, a la comarca de l'Alta Ribagorça, i dins del Parc Nacional d'Aigüestortes i Estany de Sant Maurici.

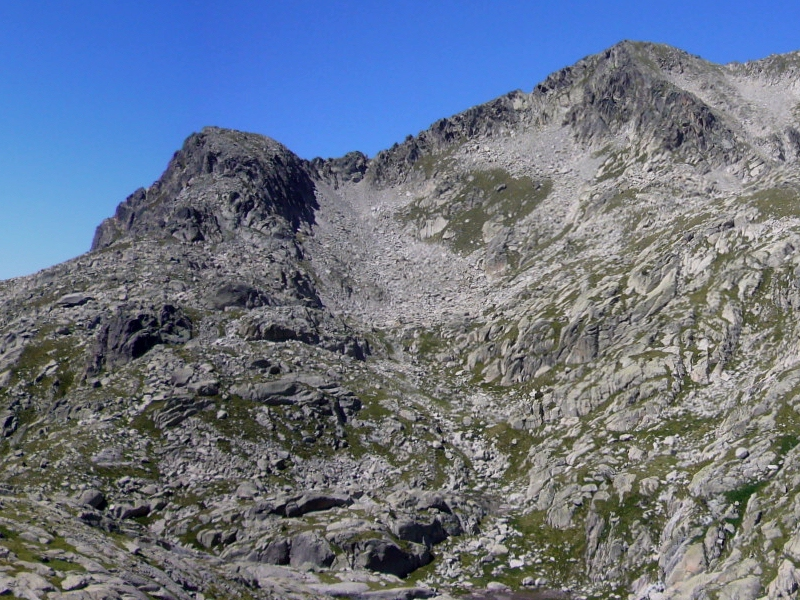
El Cap de la Pala Alta d'Estany Llong des de l'estany del Bergús

El pic, de 2.790,3 metres, s'alça a la carena que separa la Vall de Contraix (O) i Colomers d'Espot (E); amb el Gran Tuc de Colomèrs al nord i el Tossal Esbonllat a l'est-sud-est.

## Rutes
Per Colomers d'Espot: agafant la ruta de l'Estany del Bergús i continuat direcció oest-sud-oest on es troba el pic.